# Exorista pallidicornis
Exorista pallidicornis là một loài ruồi trong họ Tachinidae.